# Николаос Догулис
Нико̀лаос (Нико̀̀лас, Нѝкос) Догу̀лис (на гръцки: Νικόλαος, Νικόλας, Νίκος Δογούλης) е гръцки скулптор.

## Биография
Догулис е роден в 1937 година в Лерин (Флорина), Гърция. Учи в Атинското училище за изящни изкуства при Янис Папас (1956 - 1962) и в Академията за изящни изкуства в Рим при Венанцо Крокети и Андреа Спадини (1967). Автор е на десетки самостоятелни и групови изложби. Творчеството му е вдъхновено от живота на жителите на Македония. Неговите скулптури се отличават със своята простота на формата, като Догулис обръща особено внимание на стилизацията на формите и грубия изказ.
Умира на 19 април 2013 година в Бодосакиевата болница край Кайляри.